# Разноцветные сойки
Разноцветные сойки (лат. Cyanocorax) — род птиц семейства врановых. 
Представители рода распространены в Мексике, Южной и Центральной Америке.

## Виды
В состав рода включают 20 видов:
| Изображение | Научное название         | Русское название                  | Распространение                                                                                                  |
| ----------- | ------------------------ | --------------------------------- | --- |
|             | Cyanocorax melanocyaneus | Кустарниковая чёрно-синяя сойка   | Гватемала, Сальвадор, Гондурас и Никарагуа                                                                       |
|             | Cyanocorax sanblasianus  | Акапульская чёрно-синяя сойка     | Мексика |
|             | Cyanocorax yucatanicus   |                                   | Юкатан |
|             | Cyanocorax beecheii      | Траурная чёрно-синяя сойка        | северо-запад Мексики                                                                                             |
|             | Cyanocorax violaceus     | Гиацинтовая разноцветная сойка    | Боливия, Бразилия, Колумбия, Эквадор, Гайана, Перу и Венесуэла                                                   |
|             | Cyanocorax caeruleus     | Лазурная разноцветная сойка       | юго-восточная Бразилия (от Сан-Паулу до Риу-Гранди-ду-Сул), восточный Парагвай и крайний северо-восток Аргентины |
|             | Cyanocorax cyanomelas    | Пурпурная разноцветная сойка      | северная Аргентина, Боливия, южная Бразилия, Парагвай и юго-восточное Перу                                       |
|             | Cyanocorax cristatellus  | Белохвостая разноцветная сойка    | северо-восток Бразилии                                                                                           |
|             | Cyanocorax dickeyi       | Хохлатая разноцветная сойка       | Мексика (Западная Сьерра-Мадре в штатах Синалоа и Дуранго)                                                       |
|             | Cyanocorax affinis       | Черногрудая разноцветная сойка    | Колумбия, северо-западная Венесуэла, Панама и восточная Коста-Рика                                               |
|             | Cyanocorax mystacalis    | Голощёкая разноцветная сойка      | Эквадор и Перу                                                                                                   |
|             | Cyanocorax cayanus       | Кайеннская разноцветная сойка     | Бразилия, Французская Гвиана, Гайана, Суринам и Венесуэла                                                        |
|             | Cyanocorax heilprini     | Сиреневая разноцветная сойка      | Бразилия, Колумбия и Венесуэла                                                                                   |
|             | Cyanocorax chrysops      | Плюшевоголовая разноцветная сойка | юго-запад Бразилии, Боливия, Парагвай, Уругвай и северо-восток Аргентины                                         |
|             | Cyanocorax cyanopogon    |                                   | Бразилия |
|             | Cyanocorax luxuosus      |                                   | от юга Техаса до Гондураса                                                                                       |
|             | Cyanocorax yncas         | Перуанская разноцветная сойка     | Колумбия и Венесуэла через Эквадор, Перу и Боливию                                                               |
|             | Cyanocorax colliei       |                                   | Мексика |
|             | Cyanocorax formosus      | Сорочья сойка                     | юго-восточная Мексика, Гватемала, Коста-Рика, Никарагуа, Сальвадор, Гондурас                                     |
|             | Cyanocorax morio         | Бурая сойка                       | юг Техаса, Мексика, Центральная Америка                                                                          |

Ранее некоторые виды помещали в роды Cissilopha и сорочьи сойки (Calocitta).